# Dancing Darkies
Dancing Darkies je americký němý film z roku 1896. Režisérem je William Kennedy Dickson (1860–1935). Film byl natočen na Broadwayi v Manhattanu v New Yorku.

## Děj
Film zachycuje několik černošských dětí, jak před kamerou předvádí své taneční schopnosti za doprovodu hraní na banjo.